# Gottfried Kolditz
Gottfried Kolditz, né le 14 décembre 1922 à Altenbach dans la Saxe en Allemagne et mort le 15 juin 1982 à Dubrovnik en Yougoslavie (aujourd'hui en Croatie), était un réalisateur, scénariste et acteur est-allemand.

## Filmographie

### Réalisation

#### Cinéma
- 1956 : Von nun ab, Herr Kunze
- 1956 : Mit Oswald in der Oper
- 1959 : Simplon-Tunnel
- 1959 : Weißes Blut
- 1960 : Die schöne Lurette (de)
- 1961 : Die goldene Jurte (de)
- 1961 : Blanche-Neige (Schneewittchen)
- 1962 : Musikalisches Rendezvous
- 1962 : Revue um Mitternacht (de)
- 1963 : Frau Holle (de)
- 1964 : Geliebte weiße Maus (de)
- 1966 : Das Tal der sieben Monde (de)
- 1968 : Spur des Falken
- 1970 : Signal, une aventure dans l'espace (Signale – Ein Weltraumabenteuer)
- 1973 : Les Apaches (Apachen)
- 1974 : Das Sinfonieorchester
- 1974 : Ulzana (de)
- 1976 : Dans la poussière des étoiles (Im Staub der Sterne)
- 1979 : Das Ding im Schloß

#### Court-métrage
- 1957 : Das Stacheltier - Immer Kavalier
- 1957 : Das Stacheltier - Höfliche Antwort
- 1957 : Das Stacheltier - Ein Mann mit Herz
- 1957 : Das Stacheltier - Die Moritat vom Kies
- 1957 : Das Stacheltier - Tanz in der Galerie
- 1958 : Das Stacheltier - Mutters Geburtstag
- 1958 : Das Stacheltier - Folge 129
- 1958 : Das Stacheltier - Der junge Engländer
- 1962 : Das Stacheltier - Affen-theater
- 1963 : Das Stacheltier - Der Tanzlehrling
- 1967 : Gisela May singt Brecht (TV)
- 1975 : T.B. als Kellner

#### Documentaire
- 1962 : Das Film-Magazin Nr. 2 - Achtung 8x aufgeblendet: Feuilletons in Bildform

#### Téléfilm
- 1967 : Gisela May singt Brecht (TV, Regie)

### Scénario
- 1957 : Das Stacheltier - Immer Kavalier
- 1957 : Das Stacheltier - Höfliche Antwort
- 1957 : Das Stacheltier - Ein Mann mit Herz
- 1957 : Das Stacheltier - Die Moritat vom Kies
- 1957 : Das Stacheltier - Tanz in der Galerie
- 1958 : Das Stacheltier - Mutters Geburtstag
- 1958 : Das Stacheltier - Folge 129
- 1958 : Das Stacheltier - Der junge Engländer
- 1962 : Das Stacheltier - Affen-theater
- 1963 : Das Stacheltier - Der Tanzlehrling
- 1967 : Gisela May singt Brecht (TV)
- 1970 : Signal, une aventure dans l'espace (Signale – Ein Weltraumabenteuer) (Regie)
- 1973 : Les Apaches (Apachen)
- 1974 : Ulzana (de)
- 1975 : T.B. als Kellner
- 1976 : Im Staub der Sterne
- 1979 : Das Ding im Schloß
- 1983 : Der Scout (de)

### Acteur
- 1979 : Addio, piccola mia (non crédité)